# Земетресение в Албания (2019)
Земетресението в Албания се случва на 26 ноември 2019 г. в 03:54 часа местно време (UTC+1). Епицентърът е на 12 км югозападно от град Мамурас в Северозападна Албания.
Трусът е с магнитуд 6,4 по Рихтер. Земетресението се усеща в Тирана, столицата на Албания, както и в региони като Таранто и Белград, на 370 км от епицентъра.
Загиват 51 души, сред които по 25 в Дуръс и село Тумана и един в Лежа, а 3000 са ранени. Сред загиналите са годеницата на сина на албанския премиер Еди Рама Кристи Речи и родителите и брат ѝ. Албанската министърка на отбраната Олта Джачка се разплаква, докато чете имената на 32 разпознати дотогава загинали в земетресението. Това е най-силното земетресение, което засяга Албания през последните 40 години. 2500 души, които са загубили домовете си или са били евакуирани поради земетресението, временно пребивават в палатки, разположени на футболен стадион и в околните хотели.